# Malmö Syd Svågertorp
Malmö Syd Svågertorp – stacja kolejowa w Malmö, w dzielnicy Svågertorp, w regionie Skania, w Szwecji. Obsługuje od 2015 Pågatåg między Helsingborg i Trelleborg i od 2018 również lokalną linię w Malmö. Stacja została otwarta w 2000 roku w związku z ukończeniem Mostu nad Sundem i był jednym z przystanków między Malmö i Kopenhagą, aż do inauguracji Citytunneln w 2010 roku.

## Linie kolejowe
- Öresundsbanan